# Trichostachys letestui
Trichostachys letestui là một loài thực vật có hoa trong họ Thiến thảo. Loài này được Pellegr. miêu tả khoa học đầu tiên năm 1936.